# Петряев, Павел Александрович
Павел Александрович Петряев (1892—1954) — штабс-капитан царской армии, советский военный деятель, заключенный Соловецкого лагеря, один из основоположников научного звероводства в СССР.

## Биография
Родился в г. Казани в состоятельной семье. Окончил гимназию. С 1911 года — на военной службе. 6 августа 1913 года окончил Казанское военное училище по 1-му разряду. Со старшинством с 6 августа 1912 года из портупей-юнкеров произведён в подпоручики в 90-й пехотный Онежский полк. Участвовал в Первой мировой войне. В чине подпоручика 90-го пехотного Онежского полка ранен в первый раз 2 мая 1915 года, Снова ранен 26.08.1916 года — поручик того же полка. Дослужился до батальонного командира. В 1917 году штабс-капитан 90-го пехотного Онежского полка, награждён Георгиевским оружием, имел и другие ордена.

### В РККА
С 1918 года служил в РККА. В 1918 году стал членом РКП(б). Участвовал в Гражданской войне. Был начальником штаба бригады, дивизии, губернским и окружным военным руководителем.
Начальник войск обороны железных дорог Республики (март 1919 г. — январь 1920 г.). 8 мая 1919 года Петряев предлагал довести численность охраны до 100 тысяч человек, вместо полков сформировать 116 батальонов. Войска имели большой некомплект личного состава (до 50-70 % в некоторых частях) и недостаточное вооружение. В рапорте от 10 мая 1919 года на имя начальника Центрального управления военных сообщений Петряев характеризовал сложившееся положение, как «состояние близкое к катастрофическому»
5-16 января 1920 года окрвоенком Приволжского округа. 22 сентября — 30 октября 1920 года командующий Запасной армией Западного фронта, войсками ВНУС Западного фронта.
18 декабря 1920—28 февраля 1921 года — командующий войсками ВНУС Московского округа.
После Гражданской войны занимает ряд ответственных постов: заместитель начальника Главного управления военно-учебных заведений, начальник академических курсов. Последняя запись в послужном списке — инспектор Главного артиллерийского управления, по другим сведениям — начальник артиллерии резерва Главного командования. Был арестован по хозяйственному делу (якобы, он передал какие-то лишние пушки в линейные части, нарушив одну из инструкций).

### На Соловках
с 19 июня 1925 года по 2 декабря 1927 года заключенный СЛОНа. Ученый секретарь Соловецкого общества краеведения (СОК) или точнее Соловецкого отделения Архангельского общества краеведения. Как секретарь СОК П. А. Петряев делал доклады в Главнауке, Центральном бюро краеведения, в Главном ботаническом саду, Лесном институте, Комиссии по охране природы. Заведующий музеем. Редактировал журнал «Соловецкие острова» и газету «Новые Соловки». Создал при соловецкой биостанции звероферму, на которой разводили канадских серебристых лисиц, а позднее и соболей. Директором соловецкого пушхоза стал финн Карл Туомайнен, ему в апреле 1930 года удалось получить приплод от соболей.

### После Соловков
С 1928 г. — начальник отдела звероводства Госторга РСФСР, первый директор Пушкинского зверосовхоза (1-й Московской зоофермы), чуть позже создал звероводческое хозяйство в Салтыковке. Создал в Пушкинском зверосовхозе «Научно-опытную станцию по звероводству, кролиководству и охотхозяйству». В 1929 году один из создателей Института пушного звероводства в Балашихе (будущий Московский пушно-меховой институт) и первый руководитель кафедры звероводства. С 1931 года первый директор научно-исследовательского института пушно-сырьевого хозяйства и пантового оленеводства (НИПО). Несколько лет заведовал научной частью Новогиреевского собачьего питомника.
По некоторым сведениям в 1936 году из Пушно-мехового института был уволен как не имеющий высшего образования и перешёл на должность директора Зооцентра. По-видимому, вскоре в пушно-меховом был восстановлен. В 1930-е годы был одним из создателей первых научных лабораторий и нынешнего ВНИИ охотничьего хозяйства и звероводства в городе Кирове.
В конце 1940-х был доцентом МГУ. Позже научным руководителем Московского зоопарка. В 1949 году научный консультант фильма «Лесная быль» Александра Згуриди. Автор 160 научных работ.
Умер от инфаркта в 1954 году. Похоронен на Донском кладбище.

## Семья
Жена, двое сыновей погибли на фронтах Великой Отечественной войны.

## Отзывы современников
«На посту редактора каторжанской газеты, а позже и ежемесячника он был более чем на своем месте. Прекрасно знавший и тонко чувствовавший русскую литературу, всегда ровный, выдержанный, тактичный и всегда ясно разбиравшийся в столь изменчивой на Соловках расстановке сил, он умел легко и незаметно обходить все подводные камни, мягко и эластично устранять препятствия. Он никогда не шел напролом, но почти всегда достигал цели, тонко учитывая психологию противника и ловко маневрируя. Несомненно, он ошибся, став военным. Его призванием была дипломатия.

Внутренняя жизнь этого человека была от нас скрыта. Изящно фрондируя, остроумно отшучиваясь, он отбивал все попытки проникнуть в его „нутро“, был очень отзывчив к чужому несчастью, и я не помню случая, когда бы он отказал кому-нибудь в помощи и заступничестве, даже рискуя нанести ущерб своему влиянию» — Борис Ширяев «Неугасимая лампада».

«Человек это был яркий и талантливый во многих отношениях. Запомнился и внешне: крепко скроенный, плотный, с крупными чертами лица, внимательными умными и где-то в глубине озорными глазами. Про себя говорил, что „вращался в светском, соловецком и советском обществе“. О Петряеве, его остроумии, находчивых действиях, решительности среди зоологов и охотоведов ходили легенды. Житков называл его „светлой головой“.<…>

Решив заняться разработкой метода отлова диких животных с помощью усыпляющих веществ, <я> терзался сомнениями в реальности идеи и высказал их Павлу Александровичу. Он ответил: „Есть такая солдатская пословица: из пужливой ж… громко не п…. Везде трудности и риск — беритесь и действуйте, чем смогу — помогу“.» — Сергей Корытин Из кн: Корытин С. А., Игнатьев В. А., «Храм Дианы на Пехре: К истории охотоведения в России». Киров (Вятка) ООО Альфа-Ком, 2006, С. 64-65.

## Труды
- Петряев П. Соловецкая пресса ни службе краеведения. Материалы С.О.А.О.К. Выпуск 1. 1926. Стр. 134—136.
- Петряев П. А. Разведение серебристо-черных лисиц. — М.: 1929.
- Петряев П. А. Изучать повадки животных // Пограничник. 1946. — № 11-12. — С. 49.
- Петряев П. А. Содержание и кормление охотничьих собак. Издательство: ЗАГОТИЗДАТ, 1946.
- Шерешевский Э. И. , Петряев П. А., Голубев В. Г. Ездовое собаководство. Изд-во Главсевморпути, 1946.
- Петряев П. А. ред. Служебное собаководство. Редиздат ЦС Союза Осоавиахим СССР. 1947.
- Петряев П. А. Местные пищевые и кормовые ресурсы. Справочник охотника-полярника, 1949.
- Шерешевский Э. И., Петряев П. А. Справочник охотника-полярника. М-Л. Главсевморпути. 1949.
- Петряев П. А. Культура соболя. Сборник «Охрана природы» № 11, М., 1950.
- Зелинский А. Н., Перелешин С. Д., Петряев П. А., Смолин П. П. (составители). Календарь охоты, 1950 год.
- Петряев П. А. Разведение охотничье-промысловых собак. 1951

## Награды
- Орден Святой Анны 4-й степени с надписью «за храбрость» (пожалован 19.12.1914, объявлено ВП 4.12.1915);
- Орден Святого Станислава 3-й степени с мечами и бантом (ВП 9.01.1915);
- Орден Святого Станислава 2-й степени с мечами (ВП 9.05.1915)
- Георгиевское оружие (ПАФ от 29.07.1917)

### Рекомендуемые источники
- Палкин Г. А. Творческое наследие П. А. Петряева. // Кролиководство и звероводство. 1989. № 4, с. 15.